# Jude Law
David Jude Law, angleški igralec, * 29. december 1972, Lewisham, London, Anglija.

## Življenje
David Jude Law se je rodil 29. decembra 1972, v Lewinshamu, v Londonu, v Angliji.
Je drugi otrok osnovnošolskega učitelja in poučevalke angleščine za sirote. Še danes se točno ne ve, kje sta njegova starša dobila idejo za ime Jude.
Jude je že v zgodnjem otroštvu vedel, da si želi postati igralec. Pri šestih letih je prvič stal na šolskem odru. Pri dvanajstih letih pa je že postal član National Youth Music Theatra. Zaigral je tudi v dnevni nadaljevanki Families, kjer je imel manjšo vlogo. Z igralsko zasedbo Pygmaliona je potoval po Italiji. Svoj prvenec na londonskih odrskih deskah je doživel s predstavo The Fastest Clock In The Universe. Nato je sprejel vlogo v predstavi Indiscretions, zatem pa je sledilo nekaj neopaznih vlog.
Na snemanju britanske drame Shopping je spoznal svojo bodočo ženo Sadie Frost, s katero sta se leta 2003 ločila. Britance pa je osvojil z vlogo lorda Alfreda Douglasa v filmu Wilde.
Jude se je odločil, da bo svojo srečo poskusil tudi v Hollywoodu. Zaigral je v številnih filmih in ob že znanih in uveljavljenih igralcih.
Med snemanjem filma Alfie se je zaljubil v Sienno Miller, s katero sta se konec leta 2006 razšla.

## Delo (izbor)
- The Holiday
- Breaking and Entering
- Vsi kraljevi možje (All the King's Men)
- Lemony Snicket's A Series of Unfortunate Events
- Letalec (The Aviator)
- Closer
- Alfie
- Sky Captain and the World of Tomorrow
- I Heart Huckabees
- Cold Mountain
- Pot v pogubo (The Road to Perdition)
- A.I. - Umetna inteligenca (A.I. Artificial Intelligence)
- The Talented Mr. Ripley
- Gattaca